# Salix polaris
Salix polaris (Salze polar) és una espècie de salze que té una distribució circumpolar en la tundra àrtica, s'estén fins al límit nord de Noruega i les seves muntanyes, el nord dels Urals, el nord de les muntanyes Altai, Kamtxatka, i la Colúmbia Britànica, Canadà.

Hi ha fòssils d'aquesta espècie formats durant la glaciació del Plistocè a l'Europa actualment temperada.
És un dels més menuts salzes del món, creix de manera prostrada com un arbust nan, només fa 2-9 cm d'alt, i té branques subterrànies en les capes superficials dels sòls. Les fulles són ovato-rodones, fan 5-32 mm de llarg i 8-18 mm d'ample, de color verd fosc i amb els marges enters. Té una sexualitat dioica, amb els dos sexes en plantes separades. Les flors estan agrupades en curts aments amb poques flors. El fruit és una càpsula marronosa. Molses i líquens el protegeixen del fred i el vent. Creix tant en vegetació densa com en vegetació esparsa.